# Naturschutzgebiet Lenneaue Kabel

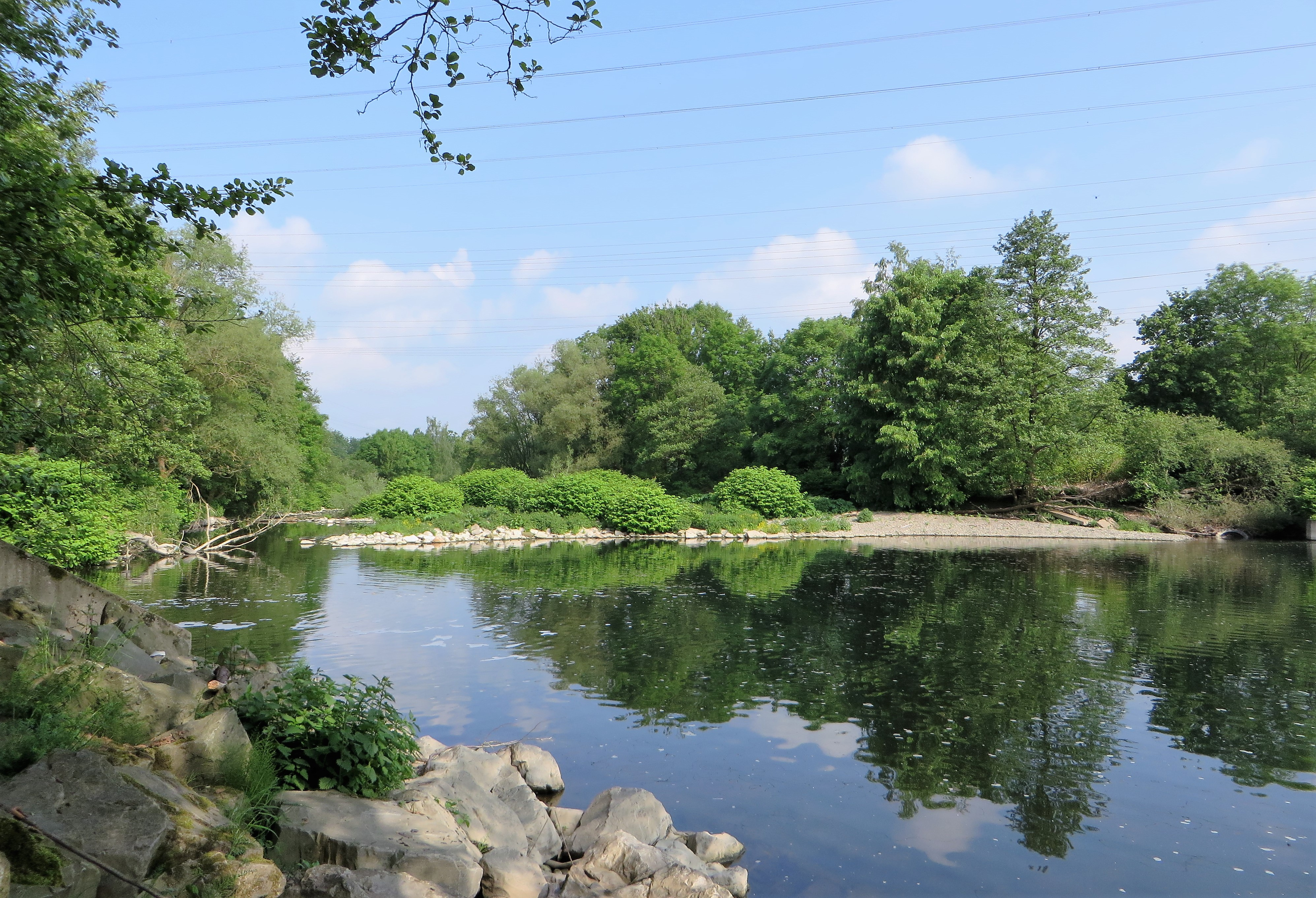
Naturschutzgebiet Lenneaue Kabel

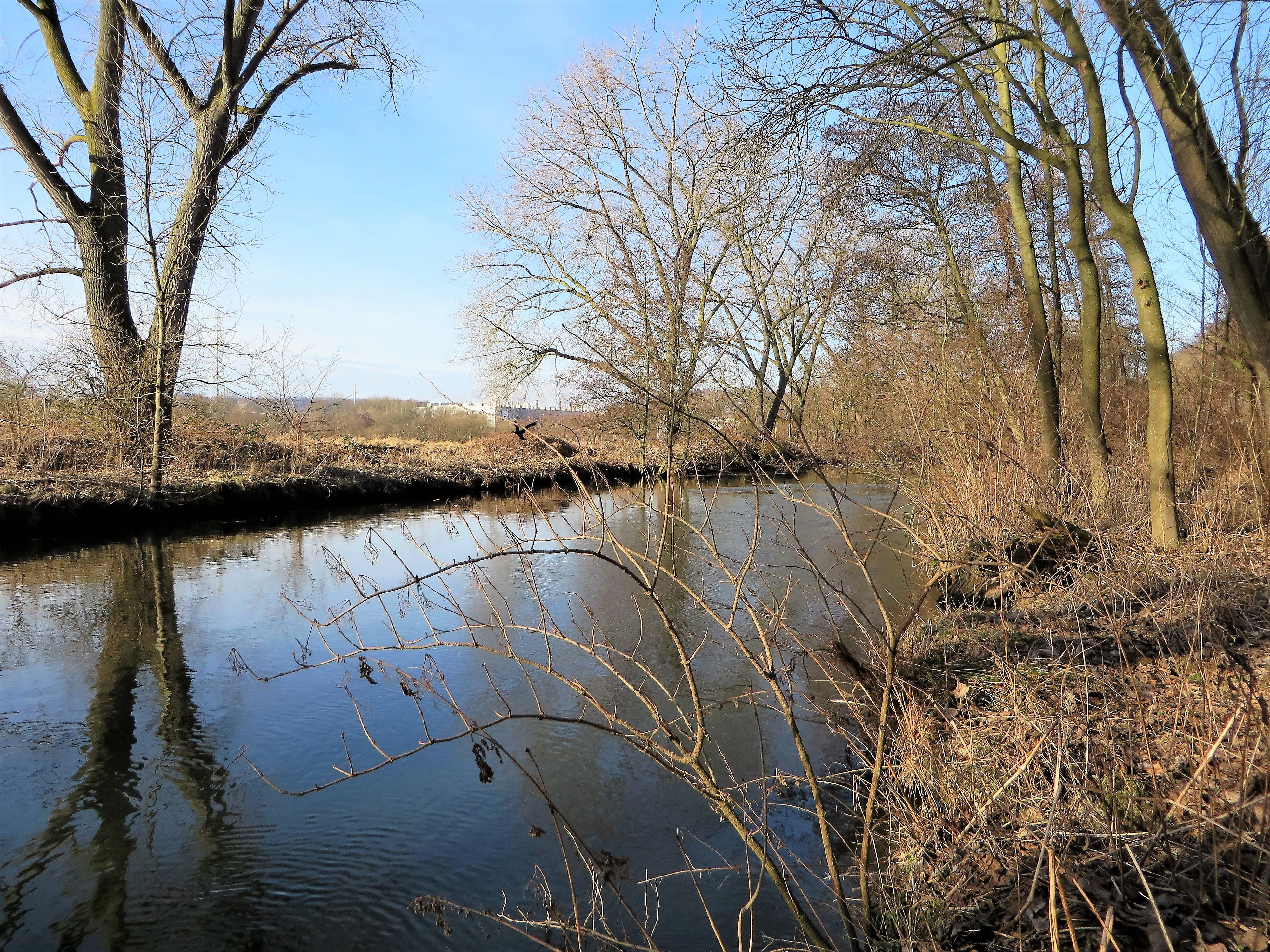
Lennealtarm Kuckkucksstrang in Lenneaue Kabel

Das Naturschutzgebiet Lenneaue Kabel mit einer Flächengröße von 31,78 ha befindet sich auf dem Gebiet der kreisfreien Stadt Hagen in Nordrhein-Westfalen. Das Naturschutzgebiet (NSG) wurde 1994 mit dem Landschaftsplan der Stadt Hagen vom Stadtrat von Hagen ausgewiesen. Im Norden grenzt die L 674 an, wobei die L 674 die nordöstliche Teilfläche vom Hauptteil des NSG trennt. Nur durch die L 674 getrennt liegt das Naturschutzgebiet Lennesteilhang Garenfeld. Die kleine nordöstliche Teilfläche vom Naturschutzgebiet Lenneaue Kabel grenzt sogar direkt an. Die Straße K 3 grenzt im Westen das NSG ab. Im Süden liegt die Aue und Lenne in einem Landschaftsschutzgebiet.

## Gebietsbeschreibung
Im NSG liegt die Flussaue und die leicht mäandrierende Lenne in diesem Bereich. In der Aue liegen landwirtschaftlichen Grünlandflächen in Form ausgedehnter Mähwiesen, zum größten Teil als Glatthaferwiesen und Grünlandbrachen. Im östlichen Bereich des NSG befindet sich ein an die Lenne angeschlossenes Altwasser. Im NSG liegen auch einzelne Althölzer und Auenwaldreste.

## Schutzzweck
Das NSG wurde zur Erhaltung und Wiederherstellung von Lebensgemeinschaften oder Lebensstätten bestimmter wildlebender Pflanzen- und wildlebender Tierarten sowie zur Erhaltung und Entwicklung überregional bedeutsamer Biotope seltener und gefährdeter sowie landschaftsraumtypischer wildlebender Pflanzen- und wildlebender Tierarten von europäischer Bedeutung als Naturschutzgebiet ausgewiesen.